# Afrilobus capensis
Afrilobus capensis är en spindelart som beskrevs av Griswold och Norman I. Platnick 1987. Afrilobus capensis ingår i släktet Afrilobus och familjen Orsolobidae. Inga underarter finns listade i Catalogue of Life.